# Liste des municipalités du Wisconsin
L'État américain du Wisconsin compte 601 municipalités, qui ont le statut de « ville » (« city ») ou de « village ». Environ 70 % de la population de l'État vit au sein de municipalités.

## Création et statut

### Création

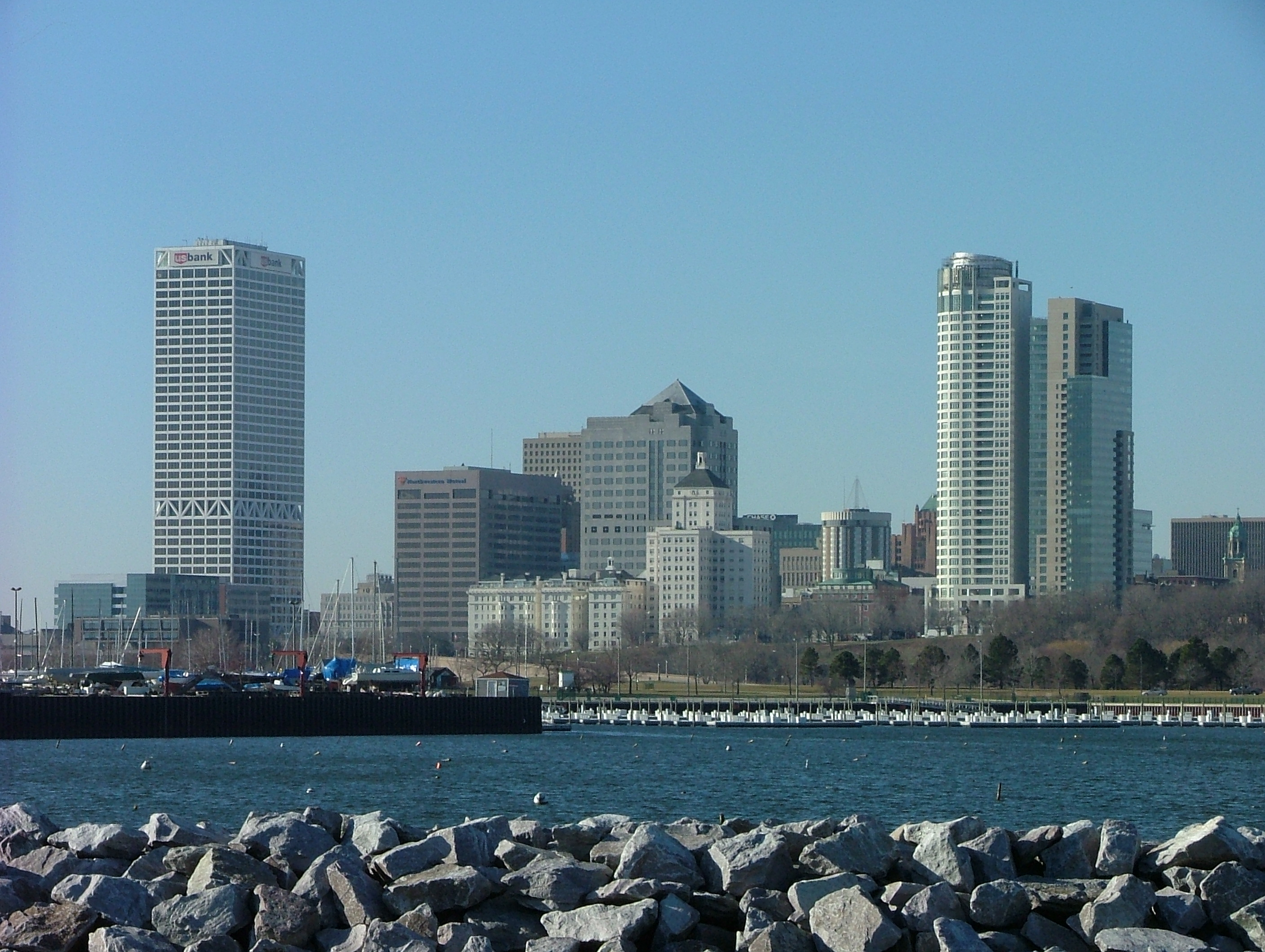
Milwaukee est la seule municipalité de première classe du Wisconsin.

Depuis 1892, la création d'une municipalité suit la procédure suivante : pétitions des habitants, avis du tribunal, avis du Incorporation Review Board, avis des municipalités voisines et éventuellement un référendum. La loi du Wisconsin impose une population minimale de 150 habitants pour la création d'un village en dehors des zones urbaines. Dans ces zones, des critères doivent être remplis concernant la population (2 500 habitants) mais aussi la superficie (2 milles carrés soit 7,77 km2) et la densité (500 habitants par mille carré).
Les villages peuvent devenir des villes s'ils comptent, en zone rurale, plus de 1 000 habitants et 500 habitants par mille carré. En zone urbaine, ils doivent compter au moins 5 000 habitants, 3 milles carrés (7,77 km2) et 750 habitants par mille carré. 
Sous certaines conditions, les municipalités peuvent fusionner ou annexer le territoire des towns voisines.

### Compétences et gouvernance
La constitution du Wisconsin garantit une clause de compétence générale (home rule) aux municipalités, pour régler les affaires les concernant. Si les villes et les villages disposent globalement des mêmes compétences, les villes élisent généralement un maire et un conseil communautaire (mayor-common council) ou un conseil communautaire qui désigne un gérant municipal (common council-city manager) tandis que les villages sont dirigées par un conseil des administrateurs (board of trustees) et un président du village (village president).
Les villes sont divisées en quatre classes selon leur population : 1re classe au-delà de 150 000 habitants, 2e classe entre 39 000 et 149 999 habitants, 3e classe entre 10 000 et 38 999 habitants et 4e classe en dessous de 10 000 habitants. Ces catégories n'ont qu'un impact mineur sur le fonctionnement des municipalités.
Les towns du Wisconsin ne sont généralement pas considérées comme des municipalités, contrairement à la plupart des États. Elles correspondent davantage aux townships. Une town peut cependant exercer les mêmes compétences qu'un village après un vote de son town meeting. L'ensemble du territoire du Wisconsin est divisé en towns, à l'exception du territoire occupé par les municipalités. À l'inverse des municipalités, les towns ne disposent pas d'une clause de compétence générale ; leur town meeting ne se réunit qu'une fois par an.

## Liste
- Haut – A
- B
- C
- D
- E
- F
- G
- H
- I
- J
- K
- L
- M
- N
- O
- P
- Q
- R
- S
- T
- U
- V
- W
- X
- Y
- Z

| Nom                    | Comtés                          | Population(2010) | Statut      | Incorporation(année) |
| ---------------------- | ------------------------------- | ---------------- | ----------- | -------------------- |
| Abbotsford             | Clark, Marathon                 | 2 310            | Ville (4e)  | 1965                 |
| Adams                  | Adams                           | 1 967            | Ville (4e)  | 1926                 |
| Adell                  | Sheboygan                       | 516              | Village     | 1918                 |
| Albany                 | Green                           | 1 018            | Village     | 1883                 |
| Algoma                 | Kewaunee                        | 3 167            | Ville (4e)  | 1879                 |
| Allouez                | Brown                           | 13 975           | Village     | 1986                 |
| Alma                   | Buffalo                         | 781              | Ville (4e)  | 1885                 |
| Alma Center            | Jackson                         | 503              | Village     | 1902                 |
| Almena                 | Barron                          | 677              | Village     | 1945                 |
| Almond                 | Portage                         | 448              | Village     | 1905                 |
| Altoona                | Eau Claire                      | 6 706            | Ville (4e)  | 1887                 |
| Amery                  | Polk                            | 2 902            | Ville (4e)  | 1919                 |
| Amherst                | Portage                         | 1 035            | Village     | 1899                 |
| Amherst Junction       | Portage                         | 377              | Village     | 1912                 |
| Aniwa                  | Shawano                         | 260              | Village     | 1899                 |
| Antigo                 | Langlade                        | 8 234            | Ville (4e)  | 1885                 |
| Appleton               | Calumet, Outagamie, Winnebago   | 72 623           | Ville (2e)  | 1857                 |
| Arcadia                | Trempealeau                     | 2 925            | Ville (4e)  | 1925                 |
| Arena                  | Iowa                            | 834              | Village     | 1923                 |
| Argyle                 | Lafayette                       | 857              | Village     | 1903                 |
| Arlington              | Columbia                        | 819              | Village     | 1945                 |
| Arpin                  | Wood                            | 333              | Village     | 1978                 |
| Ashland                | Ashland, Bayfield               | 8 216            | Ville (4e)  | 1887                 |
| Ashwaubenon            | Brown                           | 16 963           | Village     | 1977                 |
| Athens                 | Marathon                        | 1 105            | Village     | 1901                 |
| Auburndale             | Wood                            | 703              | Village     | 1881                 |
| Augusta                | Eau Claire                      | 1 550            | Ville (4e)  | 1885                 |
| Avoca                  | Iowa                            | 637              | Village     | 1870                 |
| Bagley                 | Grant                           | 379              | Village     | 1919                 |
| Baldwin                | St. Croix                       | 3 957            | Village     | 1875                 |
| Balsam Lake            | Polk                            | 1 009            | Village     | 1905                 |
| Bangor                 | La Crosse                       | 1 459            | Village     | 1899                 |
| Baraboo                | Sauk                            | 12 048           | Ville (3e)  | 1882                 |
| Barneveld              | Iowa                            | 1 231            | Village     | 1906                 |
| Barron                 | Barron                          | 3 423            | Ville (4e)  | 1887                 |
| Bay City               | Pierce                          | 500              | Village     | 1909                 |
| Bayfield               | Bayfield                        | 487              | Ville (4e)  | 1913                 |
| Bayside                | Milwaukee, Ozaukee              | 4 389            | Village     | 1953                 |
| Bear Creek             | Outagamie                       | 448              | Village     | 1902                 |
| Beaver Dam             | Dodge                           | 16 243           | Ville (4e)  | 1856                 |
| Belgium                | Ozaukee                         | 2 245            | Village     | 1922                 |
| Bell Center            | Crawford                        | 117              | Village     | 1901                 |
| Belleville             | Dane, Green                     | 2 385            | Village     | 1892                 |
| Bellevue               | Brown                           | 14 570           | Village     | 2003                 |
| Belmont                | Lafayette                       | 986              | Village     | 1894                 |
| Beloit                 | Rock                            | 36 966           | Ville (3e)  | 1857                 |
| Benton                 | Lafayette                       | 973              | Village     | 1892                 |
| Berlin                 | Green Lake, Waushara            | 5 524            | Ville (4e)  | 1857                 |
| Big Bend               | Waukesha                        | 1 290            | Village     | 1928                 |
| Big Falls              | Waupaca                         | 61               | Village     | 1925                 |
| Birchwood              | Washburn                        | 442              | Village     | 1921                 |
| Birnamwood             | Marathon, Shawano               | 813              | Village     | 1895                 |
| Biron                  | Wood                            | 839              | Village     | 1910                 |
| Black Creek            | Outagamie                       | 1 316            | Village     | 1904                 |
| Black Earth            | Dane                            | 1 338            | Village     | 1857[3]              |
| Black River Falls      | Jackson                         | 3 622            | Ville (4e)  | 1883                 |
| Blair                  | Trempealeau                     | 1 366            | Ville (4e)  | 1949                 |
| Blanchardville         | Iowa, Lafayette                 | 825              | Village     | 1890                 |
| Bloomer                | Chippewa                        | 3 539            | Ville (4e)  | 1920                 |
| Bloomfield             | Walworth                        | N.C.             | Village     | 2011                 |
| Bloomington            | Grant                           | 735              | Village     | 1880                 |
| Blue Mounds            | Dane                            | 855              | Village     | 1912                 |
| Blue River             | Grant                           | 434              | Village     | 1916                 |
| Boaz                   | Richland                        | 156              | Village     | 1939                 |
| Bonduel                | Shawano                         | 1 478            | Village     | 1916                 |
| Boscobel               | Grant                           | 3 231            | Ville (4e)  | 1873                 |
| Bowler                 | Shawano                         | 302              | Village     | 1923                 |
| Boyceville             | Dunn                            | 1 086            | Village     | 1922                 |
| Boyd                   | Chippewa                        | 552              | Village     | 1891                 |
| Brandon                | Fond du Lac                     | 879              | Village     | 1881                 |
| Brillion               | Calumet                         | 3 148            | Ville (4e)  | 1944                 |
| Bristol                | Kenosha                         | 2 584            | Village     | 2009                 |
| Brodhead               | Green, Rock                     | 3 293            | Ville (4e)  | 1891                 |
| Brokaw                 | Marathon                        | 251              | Village     | 1903                 |
| Brookfield             | Waukesha                        | 37 920           | Ville (2e)  | 1954                 |
| Brooklyn               | Dane, Green                     | 1 401            | Village     | 1905                 |
| Brown Deer             | Milwaukee                       | 11 999           | Village     | 1955                 |
| Brownsville            | Dodge                           | 581              | Village     | 1952                 |
| Browntown              | Green                           | 280              | Village     | 1890                 |
| Bruce                  | Rusk                            | 779              | Village     | 1901                 |
| Buffalo City           | Buffalo                         | 1 023            | Ville (4e)  | 1859                 |
| Burlington             | Racine, Walworth                | 10 464           | Ville (4e)  | 1900                 |
| Butler                 | Waukesha                        | 1 841            | Village     | 1913                 |
| Butternut              | Ashland                         | 375              | Village     | 1903                 |
| Cadott                 | Chippewa                        | 1 437            | Village     | 1895                 |
| Caledonia              | Racine                          | 24 705           | Village     | 2005                 |
| Cambria                | Columbia                        | 767              | Village     | 1866                 |
| Cambridge              | Dane, Jefferson                 | 1 457            | Village     | 1891                 |
| Cameron                | Barron                          | 1 783            | Village     | 1894                 |
| Camp Douglas           | Juneau                          | 601              | Village     | 1893                 |
| Campbellsport          | Fond du Lac                     | 2 016            | Village     | 1902                 |
| Cascade                | Sheboygan                       | 709              | Village     | 1914                 |
| Casco                  | Kewaunee                        | 583              | Village     | 1920                 |
| Cashton                | Monroe                          | 1 102            | Village     | 1901                 |
| Cassville              | Grant                           | 947              | Village     | 1882                 |
| Catawba                | Price                           | 110              | Village     | 1922                 |
| Cazenovia              | Richland, Sauk                  | 318              | Village     | 1902                 |
| Cecil                  | Shawano                         | 570              | Village     | 1905                 |
| Cedar Grove            | Sheboygan                       | 2 113            | Village     | 1899                 |
| Cedarburg              | Ozaukee                         | 11 412           | Ville (3e)  | 1885                 |
| Centuria               | Polk                            | 948              | Village     | 1904                 |
| Chaseburg              | Vernon                          | 284              | Village     | 1922                 |
| Chenequa               | Waukesha                        | 590              | Village     | 1928                 |
| Chetek                 | Barron                          | 2 221            | Ville (4e)  | 1891                 |
| Chilton                | Calumet                         | 3 933            | Ville (4e)  | 1877                 |
| Chippewa Falls         | Chippewa                        | 13 679           | Ville (3e)  | 1869                 |
| Clayton                | Polk                            | 571              | Village     | 1909                 |
| Clear Lake             | Polk                            | 1 070            | Village     | 1894                 |
| Cleveland              | Manitowoc                       | 1 485            | Village     | 1958                 |
| Clinton                | Rock                            | 2 154            | Village     | 1882                 |
| Clintonville           | Waupaca                         | 4 559            | Ville (4e)  | 1887                 |
| Clyman                 | Dodge                           | 422              | Village     | 1924                 |
| Cobb                   | Iowa                            | 458              | Village     | 1902                 |
| Cochrane               | Buffalo                         | 450              | Village     | 1910                 |
| Colby                  | Clark, Marathon                 | 1 852            | Ville (4e)  | 1891                 |
| Coleman                | Marinette                       | 724              | Village     | 1903                 |
| Colfax                 | Dunn                            | 1 158            | Village     | 1904                 |
| Coloma                 | Waushara                        | 450              | Village     | 1939                 |
| Columbus               | Columbia, Dodge                 | 4 991            | Ville (4e)  | 1874                 |
| Combined Locks         | Outagamie                       | 3 328            | Village     | 1920                 |
| Conrath                | Rusk                            | 95               | Village     | 1915                 |
| Coon Valley            | Vernon                          | 765              | Village     | 1907                 |
| Cornell                | Chippewa                        | 1 467            | Ville (4e)  | 1956                 |
| Cottage Grove          | Dane                            | 6 192            | Village     | 1924                 |
| Couderay               | Sawyer                          | 88               | Village     | 1922                 |
| Crandon                | Forest                          | 1 920            | Ville (4e)  | 1898                 |
| Crivitz                | Marinette                       | 984              | Village     | 1974                 |
| Cross Plains           | Dane                            | 3 538            | Village     | 1920                 |
| Cuba City              | Grant, Lafayette                | 2 086            | Ville (4e)  | 1925                 |
| Cudahy                 | Milwaukee                       | 18 267           | Ville (3e)  | 1906                 |
| Cumberland             | Barron                          | 2 170            | Ville (4e)  | 1885                 |
| Curtiss                | Clark                           | 216              | Village     | 1917                 |
| Dallas                 | Barron                          | 409              | Village     | 1903                 |
| Dane                   | Dane                            | 995              | Village     | 1899                 |
| Darien                 | Walworth                        | 1 580            | Village     | 1951                 |
| Darlington             | Lafayette                       | 2 451            | Ville (4e)  | 1877                 |
| De Pere                | Brown                           | 23 800           | Ville (3e)  | 1883                 |
| De Soto                | Crawford, Vernon                | 287              | Village     | 1886                 |
| Deer Park              | St. Croix                       | 216              | Village     | 1913                 |
| Deerfield              | Dane                            | 2 319            | Village     | 1891                 |
| DeForest               | Dane                            | 8 936            | Village     | 1903                 |
| Delafield              | Waukesha                        | 7 085            | Ville (4e)  | 1959                 |
| Delavan                | Walworth                        | 8 463            | Ville (4e)  | 1897                 |
| Denmark                | Brown                           | 2 123            | Village     | 1915                 |
| Dickeyville            | Grant                           | 1 061            | Village     | 1947                 |
| Dodgeville             | Iowa                            | 4 698            | Ville (4e)  | 1889                 |
| Dorchester             | Clark, Marathon                 | 876              | Village     | 1901                 |
| Dousman                | Waukesha                        | 2 302            | Village     | 1917                 |
| Downing                | Dunn                            | 265              | Village     | 1909                 |
| Doylestown             | Columbia                        | 297              | Village     | 1907                 |
| Dresser                | Polk                            | 895              | Village     | 1919                 |
| Durand                 | Pepin                           | 1 931            | Ville (4e)  | 1887                 |
| Eagle                  | Waukesha                        | 1 950            | Village     | 1899                 |
| Eagle River            | Vilas                           | 1 398            | Ville (4e)  | 1937                 |
| East Troy              | Walworth                        | 4 281            | Village     | 1900                 |
| Eastman                | Crawford                        | 428              | Village     | 1909                 |
| Eau Claire             | Chippewa, Eau Claire            | 65 883           | Ville (2e)  | 1872                 |
| Eden                   | Fond du Lac                     | 875              | Village     | 1912                 |
| Edgar                  | Marathon                        | 1 479            | Village     | 1898                 |
| Edgerton               | Dane, Rock                      | 5 461            | Ville (4e)  | 1883                 |
| Egg Harbor             | Door                            | 201              | Village     | 1964                 |
| Eland                  | Shawano                         | 202              | Village     | 1905                 |
| Elderon                | Marathon                        | 179              | Village     | 1917                 |
| Eleva                  | Trempealeau                     | 670              | Village     | 1902                 |
| Elk Mound              | Dunn                            | 878              | Village     | 1909                 |
| Elkhart Lake           | Sheboygan                       | 967              | Village     | 1894                 |
| Elkhorn                | Walworth                        | 10 084           | Ville (4e)  | 1897                 |
| Ellsworth              | Pierce                          | 3 284            | Village     | 1887                 |
| Elm Grove              | Waukesha                        | 5 934            | Village     | 1955                 |
| Elmwood                | Pierce                          | 817              | Village     | 1905                 |
| Elmwood Park           | Racine                          | 497              | Village     | 1960                 |
| Elroy                  | Juneau                          | 1 442            | Ville (4e)  | 1885                 |
| Embarrass              | Waupaca                         | 404              | Village     | 1895                 |
| Endeavor               | Marquette                       | 468              | Village     | 1946                 |
| Ephraim                | Door                            | 288              | Village     | 1919                 |
| Ettrick                | Trempealeau                     | 524              | Village     | 1948                 |
| Evansville             | Rock                            | 5 012            | Ville (4e)  | 1896                 |
| Exeland                | Sawyer                          | 196              | Village     | 1920                 |
| Fairchild              | Eau Claire                      | 550              | Village     | 1880                 |
| Fairwater              | Fond du Lac                     | 371              | Village     | 1921                 |
| Fall Creek             | Eau Claire                      | 1 315            | Village     | 1906                 |
| Fall River             | Columbia                        | 1 712            | Village     | 1903                 |
| Fennimore              | Grant                           | 2 497            | Ville (4e)  | 1919                 |
| Fenwood                | Marathon                        | 152              | Village     | 1904                 |
| Ferryville             | Crawford                        | 176              | Village     | 1912                 |
| Fitchburg              | Dane                            | 25 260           | Ville (4e)  | 1983                 |
| Fond du Lac            | Fond du Lac                     | 43 021           | Ville (2e)  | 1852                 |
| Fontana-on-Geneva Lake | Walworth                        | 1 672            | Village     | 1924                 |
| Footville              | Rock                            | 808              | Village     | 1918                 |
| Forestville            | Door                            | 430              | Village     | 1960                 |
| Fort Atkinson          | Jefferson                       | 12 368           | Ville (4e)  | 1878                 |
| Fountain City          | Buffalo                         | 859              | Ville (4e)  | 1889                 |
| Fox Crossing           | Winnebago                       | N.C.             | Village     | 2016                 |
| Fox Lake               | Dodge                           | 1 519            | Ville (4e)  | 1938                 |
| Fox Point              | Milwaukee                       | 6 701            | Village     | 1926                 |
| Francis Creek          | Manitowoc                       | 669              | Village     | 1960                 |
| Franklin               | Milwaukee                       | 35 451           | Ville (3e)  | 1956                 |
| Frederic               | Polk                            | 1 137            | Village     | 1903                 |
| Fredonia               | Ozaukee                         | 2 160            | Village     | 1922                 |
| Fremont                | Waupaca                         | 679              | Village     | 1882                 |
| Friendship             | Adams                           | 725              | Village     | 1907                 |
| Friesland              | Columbia                        | 356              | Village     | 1946                 |
| Galesville             | Trempealeau                     | 1 481            | Ville (4e)  | 1942                 |
| Gays Mills             | Crawford                        | 491              | Village     | 1900                 |
| Genoa                  | Vernon                          | 252              | Village     | 1935                 |
| Genoa City             | Kenosha, Walworth               | 3 042            | Village     | 1901                 |
| Germantown             | Washington                      | 19 749           | Village     | 1927                 |
| Gillett                | Oconto                          | 1 386            | Ville (4e)  | 1944                 |
| Gilman                 | Taylor                          | 410              | Village     | 1914                 |
| Glen Flora             | Rusk                            | 92               | Village     | 1915                 |
| Glenbeulah             | Sheboygan                       | 463              | Village     | 1913                 |
| Glendale               | Milwaukee                       | 12 872           | Ville (3e)  | 1950                 |
| Glenwood City          | St. Croix                       | 1 242            | Ville (4e)  | 1895                 |
| Grafton                | Ozaukee                         | 11 459           | Village     | 1896                 |
| Granton                | Clark                           | 355              | Village     | 1916                 |
| Grantsburg             | Burnett                         | 1 341            | Village     | 1887                 |
| Gratiot                | Lafayette                       | 236              | Village     | 1891                 |
| Green Bay              | Brown                           | 104 057          | Ville (2e)  | 1854                 |
| Green Lake             | Green Lake                      | 960              | Ville (4e)  | 1962                 |
| Greendale              | Milwaukee                       | 14 046           | Village     | 1939                 |
| Greenfield             | Milwaukee                       | 36 720           | Ville (3e)  | 1957                 |
| Greenwood              | Clark                           | 1 026            | Ville (4e)  | 1891                 |
| Gresham                | Shawano                         | 586              | Village     | 1908                 |
| Hales Corners          | Milwaukee                       | 7 692            | Village     | 1952                 |
| Hammond                | St. Croix                       | 1 922            | Village     | 1880                 |
| Hancock                | Waushara                        | 417              | Village     | 1902                 |
| Harrison               | Calumet                         | N.C.             | Village     | 2013                 |
| Hartford               | Dodge, Washington               | 14 223           | Ville (3e)  | 1883                 |
| Hartland               | Waukesha                        | 9 110            | Village     | 1891                 |
| Hatley                 | Marathon                        | 574              | Village     | 1912                 |
| Haugen                 | Barron                          | 287              | Village     | 1918                 |
| Hawkins                | Rusk                            | 305              | Village     | 1922                 |
| Hayward                | Sawyer                          | 2 318            | Ville (4e)  | 1915                 |
| Hazel Green            | Grant, Lafayette                | 1 256            | Village     | 1867                 |
| Hewitt                 | Wood                            | 828              | Village     | 1973                 |
| Highland               | Iowa                            | 842              | Village     | 1873                 |
| Hilbert                | Calumet                         | 1 132            | Village     | 1898                 |
| Hillsboro              | Vernon                          | 1 417            | Ville (4e)  | 1885                 |
| Hixton                 | Jackson                         | 433              | Village     | 1920                 |
| Hobart                 | Brown                           | 6 182            | Village     | 2003                 |
| Hollandale             | Iowa                            | 288              | Village     | 1910                 |
| Holmen                 | La Crosse                       | 9 005            | Village     | 1946                 |
| Horicon                | Dodge                           | 3 655            | Ville (4e)  | 1897                 |
| Hortonville            | Outagamie                       | 2 711            | Village     | 1894                 |
| Howard                 | Brown, Outagamie                | 17 399           | Village     | 1959                 |
| Howards Grove          | Sheboygan                       | 3 188            | Village     | 1967                 |
| Hudson                 | St. Croix                       | 12 719           | Ville (4e)  | 1858                 |
| Hurley                 | Iron                            | 1 547            | Ville (4e)  | 1918                 |
| Hustisford             | Dodge                           | 1 123            | Village     | 1870                 |
| Hustler                | Juneau                          | 194              | Village     | 1914                 |
| Independence           | Trempealeau                     | 1 336            | Ville (4e)  | 1942                 |
| Ingram                 | Rusk                            | 78               | Village     | 1907                 |
| Iola                   | Waupaca                         | 1 301            | Village     | 1892                 |
| Iron Ridge             | Dodge                           | 929              | Village     | 1913                 |
| Ironton                | Sauk                            | 253              | Village     | 1914                 |
| Jackson                | Washington                      | 6 753            | Village     | 1912                 |
| Janesville             | Rock                            | 63 575           | Ville (2e)  | 1853                 |
| Jefferson              | Jefferson                       | 7 973            | Ville (4e)  | 1878                 |
| Johnson Creek          | Jefferson                       | 2 738            | Village     | 1903                 |
| Junction City          | Portage                         | 439              | Village     | 1911                 |
| Juneau                 | Dodge                           | 2 814            | Ville (4e)  | 1887                 |
| Kaukauna               | Outagamie                       | 15 462           | Ville (3e)  | 1885                 |
| Kekoskee               | Dodge                           | 161              | Village     | 1958                 |
| Kellnersville          | Manitowoc                       | 332              | Village     | 1971                 |
| Kendall                | Monroe                          | 472              | Village     | 1894                 |
| Kennan                 | Price                           | 135              | Village     | 1903                 |
| Kenosha                | Kenosha                         | 99 218           | Ville (2e)  | 1850                 |
| Kewaskum               | Fond du Lac, Washington         | 4 004            | Village     | 1895                 |
| Kewaunee               | Kewaunee                        | 2 952            | Ville (4e)  | 1883                 |
| Kiel                   | Calumet, Manitowoc              | 3 738            | Ville (4e)  | 1920                 |
| Kimberly               | Outagamie                       | 6 468            | Village     | 1910                 |
| Kingston               | Green Lake                      | 326              | Village     | 1923                 |
| Knapp                  | Dunn                            | 463              | Village     | 1905                 |
| Kohler                 | Sheboygan                       | 2 120            | Village     | 1912                 |
| Kronenwetter           | Marathon                        | 7 210            | Village     | 2002                 |
| La Crosse              | La Crosse                       | 51 320           | Ville (2e)  | 1856                 |
| La Farge               | Vernon                          | 746              | Village     | 1899                 |
| La Valle               | Sauk                            | 367              | Village     | 1883                 |
| Lac La Belle           | Jefferson, Waukesha             | 290              | Village     | 1931                 |
| Ladysmith              | Rusk                            | 3 414            | Ville (4e)  | 1905                 |
| Lake Delton            | Sauk                            | 2 914            | Village     | 1954                 |
| Lake Geneva            | Walworth                        | 7 651            | Ville (4e)  | 1883                 |
| Lake Hallie            | Chippewa                        | 6 448            | Village     | 2003                 |
| Lake Mills             | Jefferson                       | 5 708            | Ville (4e)  | 1905                 |
| Lake Nebagamon         | Douglas                         | 1 069            | Village     | 1907                 |
| Lancaster              | Grant                           | 3 868            | Ville (4e)  | 1878                 |
| Lannon                 | Waukesha                        | 1 107            | Village     | 1930                 |
| Lena                   | Oconto                          | 564              | Village     | 1921                 |
| Lime Ridge             | Sauk                            | 162              | Village     | 1910                 |
| Linden                 | Iowa                            | 549              | Village     | 1900                 |
| Little Chute           | Outagamie                       | 10 449           | Village     | 1899                 |
| Livingston             | Grant, Iowa                     | 664              | Village     | 1914                 |
| Lodi                   | Columbia                        | 3 050            | Ville (4e)  | 1941                 |
| Loganville             | Sauk                            | 300              | Village     | 1917                 |
| Lohrville              | Waushara                        | 402              | Village     | 1910                 |
| Lomira                 | Dodge                           | 2 430            | Village     | 1899                 |
| Lone Rock              | Richland                        | 888              | Village     | 1886                 |
| Lowell                 | Dodge                           | 340              | Village     | 1894                 |
| Loyal                  | Clark                           | 1 261            | Ville (4e)  | 1948                 |
| Lublin                 | Taylor                          | 118              | Village     | 1915                 |
| Luck                   | Polk                            | 1 119            | Village     | 1905                 |
| Luxemburg              | Kewaunee                        | 2 515            | Village     | 1908                 |
| Lyndon Station         | Juneau                          | 500              | Village     | 1903                 |
| Lynxville              | Crawford                        | 132              | Village     | 1899                 |
| Madison                | Dane                            | 233 209          | Ville (2e)  | 1856                 |
| Maiden Rock            | Pierce                          | 119              | Village     | 1887                 |
| Maine                  | Marathon                        | N.C.             | Village     | 2015                 |
| Manawa                 | Waupaca                         | 1 371            | Ville (4e)  | 1954                 |
| Manitowoc              | Manitowoc                       | 33 736           | Ville (3e)  | 1870                 |
| Maple Bluff            | Dane                            | 1 313            | Village     | 1930                 |
| Marathon City          | Marathon                        | 1 524            | Village     | 1884                 |
| Maribel                | Manitowoc                       | 351              | Village     | 1963                 |
| Marinette              | Marinette                       | 10 968           | Ville (3e)  | 1887                 |
| Marion                 | Shawano, Waupaca                | 1 260            | Ville (4e)  | 1898                 |
| Markesan               | Green Lake                      | 1 476            | Ville (4e)  | 1959                 |
| Marquette              | Green Lake                      | 150              | Village     | 1958                 |
| Marshall               | Dane                            | 3 862            | Village     | 1905                 |
| Marshfield             | Marathon, Wood                  | 19 118           | Ville (3e)  | 1883                 |
| Mason                  | Bayfield                        | 93               | Village     | 1925                 |
| Mattoon                | Shawano                         | 438              | Village     | 1901                 |
| Mauston                | Juneau                          | 4 423            | Ville (4e)  | 1883                 |
| Mayville               | Dodge                           | 5 154            | Ville (4e)  | 1885                 |
| Mazomanie              | Dane                            | 1 652            | Village     | 1885                 |
| McFarland              | Dane                            | 7 808            | Village     | 1920                 |
| Medford                | Taylor                          | 4 326            | Ville (4e)  | 1889                 |
| Mellen                 | Ashland                         | 731              | Ville (4e)  | 1907                 |
| Melrose                | Jackson                         | 503              | Village     | 1914                 |
| Melvina                | Monroe                          | 87               | Village     | 1922                 |
| Menasha                | Calumet, Winnebago              | 17 353           | Ville (3e)  | 1874                 |
| Menomonee Falls        | Waukesha                        | 35 626           | Village     | 1892                 |
| Menomonie              | Dunn                            | 16 264           | Ville (4e)  | 1882                 |
| Mequon                 | Ozaukee                         | 23 132           | Ville (4e)  | 1957                 |
| Merrill                | Lincoln                         | 9 661            | Ville (4e)  | 1883                 |
| Merrillan              | Jackson                         | 542              | Village     | 1881                 |
| Merrimac               | Sauk                            | 420              | Village     | 1899                 |
| Merton                 | Waukesha                        | 3 346            | Village     | 1922                 |
| Middleton              | Dane                            | 17 442           | Ville (3e)  | 1963                 |
| Milladore              | Portage, Wood                   | 276              | Village     | 1933                 |
| Milltown               | Polk                            | 917              | Village     | 1910                 |
| Milton                 | Rock                            | 5 546            | Ville (4e)  | 1969                 |
| Milwaukee              | Milwaukee, Washington, Waukesha | 594 833          | Ville (1re) | 1846                 |
| Mineral Point          | Iowa                            | 2 487            | Ville (4e)  | 1857                 |
| Minong                 | Washburn                        | 527              | Village     | 1915                 |
| Mishicot               | Manitowoc                       | 1 442            | Village     | 1950                 |
| Mondovi                | Buffalo                         | 2 777            | Ville (4e)  | 1889                 |
| Monona                 | Dane                            | 7 533            | Ville (4e)  | 1969                 |
| Monroe                 | Green                           | 10 827           | Ville (4e)  | 1882                 |
| Montello               | Marquette                       | 1 495            | Ville (4e)  | 1938                 |
| Montfort               | Grant, Iowa                     | 718              | Village     | 1893                 |
| Monticello             | Green                           | 1 217            | Village     | 1891                 |
| Montreal               | Iron                            | 807              | Ville (4e)  | 1924                 |
| Mosinee                | Marathon                        | 3 988            | Ville (4e)  | 1931                 |
| Mount Calvary          | Fond du Lac                     | 762              | Village     | 1962                 |
| Mount Hope             | Grant                           | 225              | Village     | 1919                 |
| Mount Horeb            | Dane                            | 7 009            | Village     | 1899                 |
| Mount Pleasant         | Racine                          | 26 197           | Village     | 2003                 |
| Mount Sterling         | Crawford                        | 211              | Village     | 1936                 |
| Mukwonago              | Walworth, Waukesha              | 7 355            | Village     | 1905                 |
| Muscoda                | Grant, Iowa                     | 1 299            | Village     | 1894                 |
| Muskego                | Waukesha                        | 24 135           | Ville (3e)  | 1964                 |
| Nashotah               | Waukesha                        | 1 395            | Village     | 1957                 |
| Necedah                | Juneau                          | 916              | Village     | 1870                 |
| Neenah                 | Winnebago                       | 25 501           | Ville (3e)  | 1873                 |
| Neillsville            | Clark                           | 2 463            | Ville (4e)  | 1882                 |
| Nekoosa                | Wood                            | 2 580            | Ville (4e)  | 1926                 |
| Nelson                 | Buffalo                         | 374              | Village     | 1978                 |
| Nelsonville            | Portage                         | 155              | Village     | 1913                 |
| Neosho                 | Dodge                           | 574              | Village     | 1902                 |
| Neshkoro               | Marquette                       | 434              | Village     | 1906                 |
| New Auburn             | Barron, Chippewa                | 548              | Village     | 1902                 |
| New Berlin             | Waukesha                        | 39 584           | Ville (3e)  | 1959                 |
| New Glarus             | Green                           | 2 172            | Village     | 1901                 |
| New Holstein           | Calumet                         | 3 236            | Ville (4e)  | 1889                 |
| New Lisbon             | Juneau                          | 2 554            | Ville (4e)  | 1889                 |
| New London             | Outagamie, Waupaca              | 7 295            | Ville (4e)  | 1877                 |
| New Richmond           | St. Croix                       | 8 375            | Ville (4e)  | 1885                 |
| Newburg                | Comté d'Ozaukee, Washington     | 1 254            | Village     | 1973                 |
| Niagara                | Marinette                       | 1 624            | Ville (4e)  | 1992                 |
| Nichols                | Outagamie                       | 273              | Village     | 1967                 |
| North Bay              | Racine                          | 241              | Village     | 1951                 |
| North Fond du Lac      | Fond du Lac                     | 5 014            | Village     | 1903                 |
| North Freedom          | Sauk                            | 701              | Village     | 1893                 |
| North Hudson           | St. Croix                       | 3 768            | Village     | 1912                 |
| North Prairie          | Waukesha                        | 2 141            | Village     | 1919                 |
| Norwalk                | Monroe                          | 638              | Village     | 1894                 |
| Oak Creek              | Milwaukee                       | 34 451           | Ville (3e)  | 1955                 |
| Oakdale                | Monroe                          | 402              | Village     | 1988                 |
| Oakfield               | Fond du Lac                     | 1 075            | Village     | 1903                 |
| Oconomowoc             | Waukesha                        | 15 712           | Ville (3e)  | 1875                 |
| Oconomowoc Lake        | Waukesha                        | 595              | Village     | 1959                 |
| Oconto                 | Oconto                          | 4 513            | Ville (4e)  | 1869                 |
| Oconto Falls           | Oconto                          | 2 891            | Ville (4e)  | 1919                 |
| Ogdensburg             | Waupaca                         | 185              | Village     | 1912                 |
| Oliver                 | Douglas                         | 399              | Village     | 1917                 |
| Omro                   | Winnebago                       | 3 517            | Ville (4e)  | 1944                 |
| Onalaska               | La Crosse                       | 17 736           | Ville (4e)  | 1887                 |
| Ontario                | Vernon                          | 554              | Village     | 1890                 |
| Oostburg               | Sheboygan                       | 2 887            | Village     | 1909                 |
| Oregon                 | Dane                            | 9 231            | Village     | 1883                 |
| Orfordville            | Rock                            | 1 442            | Village     | 1900                 |
| Osceola                | Polk                            | 2 568            | Village     | 1886                 |
| Oshkosh                | Winnebago                       | 66 083           | Ville (2e)  | 1853                 |
| Osseo                  | Trempealeau                     | 1 701            | Ville (4e)  | 1941                 |
| Owen                   | Clark                           | 940              | Ville (4e)  | 1925                 |
| Oxford                 | Marquette                       | 607              | Village     | 1912                 |
| Paddock Lake           | Kenosha                         | 2 992            | Village     | 1960                 |
| Palmyra                | Jefferson                       | 1 781            | Village     | 1866                 |
| Pardeeville            | Columbia                        | 2 115            | Village     | 1894                 |
| Park Falls             | Price                           | 2 462            | Ville (4e)  | 1912                 |
| Park Ridge             | Portage                         | 491              | Village     | 1938                 |
| Patch Grove            | Grant                           | 198              | Village     | 1921                 |
| Pepin                  | Pepin                           | 837              | Village     | 1860                 |
| Peshtigo               | Marinette                       | 3 502            | Ville (4e)  | 1903                 |
| Pewaukee               | Waukesha                        | 13 195           | Ville (3e)  | 1999                 |
| Pewaukee               | Waukesha                        | 8 166            | Village     | 1876                 |
| Phillips               | Price                           | 1 478            | Ville (4e)  | 1891                 |
| Pigeon Falls           | Trempealeau                     | 411              | Village     | 1956                 |
| Pittsville             | Wood                            | 874              | Ville (4e)  | 1887                 |
| Plain                  | Sauk                            | 773              | Village     | 1912                 |
| Plainfield             | Waushara                        | 897              | Village     | 1882                 |
| Platteville            | Grant                           | 11 224           | Ville (4e)  | 1876                 |
| Pleasant Prairie       | Kenosha                         | 19 719           | Village     | 1989                 |
| Plover                 | Portage                         | 12 123           | Village     | 1971                 |
| Plum City              | Pierce                          | 599              | Village     | 1909                 |
| Plymouth               | Sheboygan                       | 8 445            | Ville (4e)  | 1877                 |
| Poplar                 | Douglas                         | 603              | Village     | 1917                 |
| Port Edwards           | Wood                            | 1 818            | Village     | 1902                 |
| Port Washington        | Ozaukee                         | 11 250           | Ville (4e)  | 1882                 |
| Portage                | Columbia                        | 10 324           | Ville (4e)  | 1854                 |
| Potosi                 | Grant                           | 688              | Village     | 1887                 |
| Potter                 | Calumet                         | 253              | Village     | 1980                 |
| Pound                  | Marinette                       | 377              | Village     | 1914                 |
| Poynette               | Columbia                        | 2 528            | Village     | 1892                 |
| Prairie du Chien       | Crawford                        | 5 911            | Ville (4e)  | 1872                 |
| Prairie du Sac         | Sauk                            | 3 972            | Village     | 1885                 |
| Prairie Farm           | Barron                          | 473              | Village     | 1901                 |
| Prentice               | Price                           | 660              | Village     | 1899                 |
| Prescott               | Pierce                          | 4 258            | Ville (4e)  | 1857                 |
| Princeton              | Green Lake                      | 1 214            | Ville (4e)  | 1920                 |
| Pulaski                | Brown, Shawano, Oconto          | 3 539            | Village     | 1910                 |
| Racine                 | Racine                          | 78 860           | Ville (2e)  | 1848                 |
| Radisson               | Sawyer                          | 241              | Village     | 1953                 |
| Randolph               | Columbia, Dodge                 | 1 811            | Village     | 1870                 |
| Random Lake            | Sheboygan                       | 1 594            | Village     | 1907                 |
| Readstown              | Vernon                          | 415              | Village     | 1898                 |
| Redgranite             | Waushara                        | 2 149            | Village     | 1904                 |
| Reedsburg              | Sauk                            | 10 014           | Ville (4e)  | 1887                 |
| Reedsville             | Manitowoc                       | 1 206            | Village     | 1892                 |
| Reeseville             | Dodge                           | 708              | Village     | 1899                 |
| Rewey                  | Iowa                            | 292              | Village     | 1902                 |
| Rhinelander            | Oneida                          | 7 798            | Ville (4e)  | 1894                 |
| Rib Lake               | Taylor                          | 910              | Village     | 1902                 |
| Rice Lake              | Barron                          | 8 438            | Ville (4e)  | 1887                 |
| Richfield              | Washington                      | 11 300           | Village     | 2008                 |
| Richland Center        | Richland                        | 5 184            | Ville (4e)  | 1887                 |
| Ridgeland              | Dunn                            | 273              | Village     | 1921                 |
| Ridgeway               | Iowa                            | 653              | Village     | 1902                 |
| Rio                    | Columbia                        | 1 059            | Village     | 1887                 |
| Ripon                  | Fond du Lac                     | 7 733            | Ville (4e)  | 1858                 |
| River Falls            | Pierce, St. Croix               | 15 000           | Ville (3e)  | 1875                 |
| River Hills            | Milwaukee                       | 1 597            | Village     | 1930                 |
| Roberts                | St. Croix                       | 1 651            | Village     | 1945                 |
| Rochester              | Racine                          | 3 682            | Village     | 1912                 |
| Rock Springs           | Sauk                            | 362              | Village     | 1894                 |
| Rockdale               | Dane                            | 214              | Village     | 1914                 |
| Rockland               | La Crosse                       | 594              | Village     | 1919                 |
| Rosendale              | Fond du Lac                     | 1 063            | Village     | 1915                 |
| Rosholt                | Portage                         | 506              | Village     | 1907                 |
| Rothschild             | Marathon                        | 5 269            | Village     | 1917                 |
| Rudolph                | Wood                            | 439              | Village     | 1960                 |
| St. Cloud              | Fond du Lac                     | 477              | Village     | 1909                 |
| St. Croix Falls        | Polk                            | 2 133            | Ville (4e)  | 1958                 |
| St. Francis            | Milwaukee                       | 9 365            | Ville (4e)  | 1951                 |
| St. Nazianz            | Manitowoc                       | 783              | Village     | 1956                 |
| Salem Lakes            | Kenosha                         | N.C.             | Village     | 2017                 |
| Sauk City              | Sauk                            | 3 410            | Village     | 1854                 |
| Saukville              | Ozaukee                         | 4 451            | Village     | 1915                 |
| Scandinavia            | Waupaca                         | 328              | Village     | 1894                 |
| Schofield              | Marathon                        | 2 169            | Ville (4e)  | 1951                 |
| Seymour                | Outagamie                       | 3 451            | Ville (4e)  | 1879                 |
| Sharon                 | Walworth                        | 1 605            | Village     | 1892                 |
| Shawano                | Shawano                         | 9 305            | Ville (4e)  | 1874                 |
| Sheboygan              | Sheboygan                       | 49 288           | Ville (2e)  | 1853                 |
| Sheboygan Falls        | Sheboygan                       | 7 775            | Ville (4e)  | 1913                 |
| Sheldon                | Rusk                            | 237              | Village     | 1917                 |
| Shell Lake             | Washburn                        | 1 347            | Ville (4e)  | 1961                 |
| Sherwood               | Calumet                         | 2 713            | Village     | 1968                 |
| Shiocton               | Outagamie                       | 921              | Village     | 1903                 |
| Shorewood              | Milwaukee                       | 13 162           | Village     | 1900                 |
| Shorewood Hills        | Dane                            | 1 565            | Village     | 1927                 |
| Shullsburg             | Lafayette                       | 1 226            | Ville (4e)  | 1889                 |
| Siren                  | Burnett                         | 806              | Village     | 1948                 |
| Sister Bay             | Door                            | 876              | Village     | 1912                 |
| Slinger                | Washington                      | 5 068            | Village     | 1869                 |
| Soldiers Grove         | Crawford                        | 592              | Village     | 1888                 |
| Solon Springs          | Douglas                         | 600              | Village     | 1920                 |
| Somers                 | Kenosha                         | N.C.             | Village     | 2015                 |
| Somerset               | St. Croix                       | 2 635            | Village     | 1915                 |
| South Milwaukee        | Milwaukee                       | 21 156           | Ville (4e)  | 1897                 |
| South Wayne            | Lafayette                       | 489              | Village     | 1911                 |
| Sparta                 | Monroe                          | 9 522            | Ville (4e)  | 1883                 |
| Spencer                | Marathon                        | 1 925            | Village     | 1902                 |
| Spooner                | Washburn                        | 2 682            | Ville (4e)  | 1909                 |
| Spring Green           | Sauk                            | 1 628            | Village     | 1869                 |
| Spring Valley          | Pierce, St. Croix               | 1 352            | Village     | 1895                 |
| Stanley                | Chippewa, Clark                 | 3 608            | Ville (4e)  | 1898                 |
| Star Prairie           | St. Croix                       | 561              | Village     | 1900                 |
| Stetsonville           | Taylor                          | 541              | Village     | 1949                 |
| Steuben                | Crawford                        | 131              | Village     | 1900                 |
| Stevens Point          | Portage                         | 26 717           | Ville (3e)  | 1858                 |
| Stockbridge            | Calumet                         | 636              | Village     | 1908                 |
| Stockholm              | Pepin                           | 66               | Village     | 1903                 |
| Stoddard               | Vernon                          | 774              | Village     | 1911                 |
| Stoughton              | Dane                            | 12 611           | Ville (4e)  | 1882                 |
| Stratford              | Marathon                        | 1 578            | Village     | 1910                 |
| Strum                  | Trempealeau                     | 1 114            | Village     | 1948                 |
| Sturgeon Bay           | Door                            | 9 144            | Ville (4e)  | 1883                 |
| Sturtevant             | Racine                          | 6 970            | Village     | 1907                 |
| Suamico                | Brown                           | 11 346           | Village     | 2003                 |
| Sullivan               | Jefferson                       | 669              | Village     | 1915                 |
| Summit                 | Waukesha                        | N.C.             | Village     | 2010                 |
| Sun Prairie            | Dane                            | 29 364           | Ville (3e)  | 1958                 |
| Superior               | Douglas                         | 27 244           | Ville (2e)  | 1858                 |
| Superior               | Douglas                         | 664              | Village     | 1949                 |
| Suring                 | Oconto                          | 544              | Village     | 1914                 |
| Sussex                 | Waukesha                        | 10 518           | Village     | 1924                 |
| Taylor                 | Jackson                         | 476              | Village     | 1919                 |
| Tennyson               | Grant                           | 355              | Village     | 1940                 |
| Theresa                | Dodge                           | 1 262            | Village     | 1898                 |
| Thiensville            | Ozaukee                         | 3 235            | Village     | 1910                 |
| Thorp                  | Clark                           | 1 621            | Ville (4e)  | 1948                 |
| Tigerton               | Shawano                         | 741              | Village     | 1896                 |
| Tomah                  | Monroe                          | 9 093            | Ville (4e)  | 1883                 |
| Tomahawk               | Lincoln                         | 3 397            | Ville (4e)  | 1891                 |
| Tony                   | Rusk                            | 113              | Village     | 1911                 |
| Trempealeau            | Trempealeau                     | 1 529            | Village     | 1867                 |
| Turtle Lake            | Barron, Polk                    | 1 050            | Village     | 1898                 |
| Twin Lakes             | Kenosha                         | 5 989            | Village     | 1937                 |
| Two Rivers             | Manitowoc                       | 11 712           | Ville (3e)  | 1878                 |
| Union Center           | Juneau                          | 200              | Village     | 1913                 |
| Union Grove            | Racine                          | 4 915            | Village     | 1893                 |
| Unity                  | Clark, Marathon                 | 343              | Village     | 1903                 |
| Valders                | Manitowoc                       | 962              | Village     | 1919                 |
| Verona                 | Dane                            | 10 619           | Ville (4e)  | 1977                 |
| Vesper                 | Wood                            | 584              | Village     | 1948                 |
| Viola                  | Richland, Vernon                | 699              | Village     | 1899                 |
| Viroqua                | Vernon                          | 5 079            | Ville (4e)  | 1885                 |
| Waldo                  | Sheboygan                       | 503              | Village     | 1922                 |
| Wales                  | Waukesha                        | 2 549            | Village     | 1922                 |
| Walworth               | Walworth                        | 2 816            | Village     | 1901                 |
| Warrens                | Monroe                          | 363              | Village     | 1973                 |
| Washburn               | Bayfield                        | 2 117            | Ville (4e)  | 1904                 |
| Waterford              | Racine                          | 5 368            | Village     | 1906                 |
| Waterloo               | Jefferson                       | 3 333            | Ville (4e)  | 1962                 |
| Watertown              | Dodge, Jefferson                | 23 861           | Ville (3e)  | 1853                 |
| Waukesha               | Waukesha                        | 70 718           | Ville (2e)  | 1895                 |
| Waunakee               | Dane                            | 12 097           | Village     | 1893                 |
| Waupaca                | Waupaca                         | 6 069            | Ville (4e)  | 1878                 |
| Waupun                 | Dodge, Fond du Lac              | 11 340           | Ville (4e)  | 1878                 |
| Wausau                 | Marathon                        | 39 106           | Ville (3e)  | 1872                 |
| Wausaukee              | Marinette                       | 575              | Village     | 1924                 |
| Wautoma                | Waushara                        | 2 218            | Ville (4e)  | 1901                 |
| Wauwatosa              | Milwaukee                       | 46 396           | Ville (2e)  | 1897                 |
| Wauzeka                | Crawford                        | 711              | Village     | 1890                 |
| Webster                | Burnett                         | 653              | Village     | 1916                 |
| West Allis             | Milwaukee                       | 60 411           | Ville (2e)  | 1906                 |
| West Baraboo           | Sauk                            | 1 414            | Village     | 1956                 |
| West Bend              | Washington                      | 31 078           | Ville (3e)  | 1885                 |
| West Milwaukee         | Milwaukee                       | 4 206            | Village     | 1906                 |
| West Salem             | La Crosse                       | 4 799            | Village     | 1893                 |
| Westby                 | Vernon                          | 2 200            | Ville (4e)  | 1920                 |
| Westfield              | Marquette                       | 1 254            | Village     | 1902                 |
| Weston                 | Marathon                        | 14 868           | Village     | 1996                 |
| Weyauwega              | Waupaca                         | 1 900            | Ville (4e)  | 1939                 |
| Weyerhaeuser           | Rusk                            | 238              | Village     | 1906                 |
| Wheeler                | Dunn                            | 348              | Village     | 1922                 |
| White Lake             | Langlade                        | 363              | Village     | 1926                 |
| Whitefish Bay          | Milwaukee                       | 14 110           | Village     | 1892                 |
| Whitehall              | Trempealeau                     | 1 558            | Ville (4e)  | 1941                 |
| Whitelaw               | Manitowoc                       | 757              | Village     | 1958                 |
| Whitewater             | Jefferson, Walworth             | 14 390           | Ville (4e)  | 1885                 |
| Whiting                | Portage                         | 1 724            | Village     | 1947                 |
| Wild Rose              | Waushara                        | 725              | Village     | 1904                 |
| Williams Bay           | Walworth                        | 2 564            | Village     | 1919                 |
| Wilson                 | St. Croix                       | 184              | Village     | 1911                 |
| Wilton                 | Monroe                          | 504              | Village     | 1890                 |
| Wind Point             | Racine                          | 1 723            | Village     | 1954                 |
| Windsor                | Dane                            | N.C.             | Village     | 2015                 |
| Winneconne             | Winnebago                       | 2 383            | Village     | 1887                 |
| Winter                 | Sawyer                          | 233              | Village     | 1973                 |
| Wisconsin Dells        | Adams, Columbia, Juneau, Sauk   | 2 678            | Ville (4e)  | 1925                 |
| Wisconsin Rapids       | Wood                            | 18 367           | Ville (3e)  | 1869                 |
| Withee                 | Clark                           | 487              | Village     | 1901                 |
| Wittenberg             | Shawano                         | 1 081            | Village     | 1893                 |
| Wonewoc                | Juneau                          | 816              | Village     | 1878                 |
| Woodman                | Grant                           | 132              | Village     | 1917                 |
| Woodville              | St. Croix                       | 1 344            | Village     | 1911                 |
| Wrightstown            | Brown, Outagamie                | 2 827            | Village     | 1901                 |
| Wyeville               | Monroe                          | 147              | Village     | 1923                 |
| Wyocena                | Columbia                        | 768              | Village     | 1909                 |
| Yuba                   | Richland                        | 74               | Village     | 1935                 |